# Thoissey
Thoissey ist eine französische Kleinstadt mit 1644 Einwohnern (Stand 1. Januar 2022) im Département Ain in der Region Auvergne-Rhône-Alpes. Sie gehört zum Kanton Châtillon-sur-Chalaronne im Arrondissement Bourg-en-Bresse.

## Geographie

### Lage
Die Stadt Thoissey liegt auf 174 m, etwa 33 Kilometer westlich der Präfektur Bourg-en-Bresse und 46 Kilometer nördlich der Stadt Lyon und 15 Kilometer südlich der Stadt Mâcon (Luftlinie). Das Dorf erstreckt sich im Mündungsdreieck der Chalaronne in die Saône am Westrand des Départements Ain.

### Topographie
Die Fläche des 1,34 km² großen Gemeindegebiets umfasst einen Abschnitt am Nordufer der Chalaronne und reicht bis zu ihrer etwa ein Kilometer entfernten Mündung in die Saône, deren Flussmitte die westliche Gemeindegrenze und auch Grenze zum Département Rhône markiert. Der Ort liegt am Nordrand der historischen Provinz Dombes im südwestlichen Teil der Bresse, einer Ebene im Bresse-Saône-Graben. Die Uferlandschaft rund um Thoissey weist nur geringe Höhenunterschiede von wenigen Metern auf. Auf der vergleichsweise kleinen Gemarkung ist der Anteil der Bebauung mit 25 % dementsprechend hoch. Der Rest besteht aus Wiesen (61 %) und Wasserflächen (9 %).

### Nachbargemeinden
Umgeben ist Thoissey von den Nachbargemeinden Saint-Didier-sur-Chalaronne im Norden, Osten und Süden sowie Dracé im Département Rhône im Westen.

## Geschichte
Die frühzeitliche Besiedelung des Saône-Tals ist auch in Thoissey nachweisbar, auf dessen Gebiet bronzezeitliche Werkzeuge und römische Münzen gefunden wurden. Im Hochmittelalter wurde die Ortschaft erstmals 910–927 erwähnt als villa Tussiacum. Weitere latinisierte Schreibweisen aus dem 10. Jahrhundert waren Tusciacum und Tossicum. Der französische Name war Toissey (1239), Toissay (1441) und schließlich Thoissey (1567).
Thoissey war zuerst eine Siedlung im Königreich Burgund unter der Herrschaft Rudolfs II. und gelangte 934 in den Besitz der Abtei Cluny. Dreihundert Jahre später schloss sich der Abt Etienne III. de Berzé mit den Herren von Beaujeu zusammen und übertrug ihnen 1239 den Besitz der Stadt Thoissey. Dadurch wurde Thoissey Teil des Fürstentums Dombes und stieg in diesem 1475 zu einer bedeutenden Kastellanei auf.
Die 1331 gegründete Kapelle in Thoissey (Capella Beate Marie Magdalene de Thoissiaco) gehörte zunächst zur Pfarrei von Saint-Didier-sur-Chalaronne. Im Jahr 1691 wurde die Kapelle in den Rang einer Pfarrkirche erhoben.
Nach der Französischen Revolution war Thoissey Hauptort des 2015 aufgelösten Kantons Thoissey und gehörte bis 1926 zum Arrondissement Trévoux, dessen Gemeinden nach seiner Auflösung dem Arrondissement Bourg-en-Bresse zugeordnet wurden.

### Bevölkerungsentwicklung
| Jahr                       | 1962 | 1968 | 1975 | 1982 | 1990 | 1999 | 2010 | 2021 |
| -------------------------- | ---- | ---- | ---- | ---- | ---- | ---- | ---- | ---- |
| Einwohner                  | 1210 | 1445 | 1454 | 1481 | 1306 | 1358 | 1540 | 1655 |
| Quellen: Cassini und INSEE |      |      |      |      |      |      |      |      |

Mit 1644 Einwohnern (Stand 1. Januar 2022) gehört Thoissey zu den kleineren Gemeinden des Départements Ain. Im 19. Jahrhundert schwankte die Einwohnerzahl zwischen 1250 und dem Höchststand von 1748 Einwohnern, der 1866 verzeichnet wurde. Nachdem sich eine Bevölkerungsabnahme vom Ende des 19. Jahrhunderts in der ersten Hälfte des 20. Jahrhunderts fortsetzte, kehrte sich der Trend 1962 um, und es wurde wieder eine Bevölkerungszunahme verzeichnet. Die Ortsbewohner von Thoissey heißen auf Französisch Thoisseyen(ne)s.

## Sehenswürdigkeiten
- Die zum ehemaligen Hôtel-Dieu gehörende historische Apotheke aus der Zeit 1731–1735 besitzt noch ihre Ausstattung aus der Anfangszeit. Die Wände sind mit Holzregalen umgeben, und eine Deckenmalerei überspannt den Innenraum. Die Inneneinrichtung ist als Kulturgut der monuments historiques klassifiziert.[6]
- Die Kirche Sainte-Madeleine stammt aus dem 19. Jahrhundert. Zu ihren Kunstschätzen gehört ein Ensemble mit Darstellungen aus dem Marienleben, bestehend aus sechs Gemälden des Malers Daniel Sarrabat aus der Zeit von 1706 bis 1713. Sie sind als Kulturgüter der monuments historiques klassifiziert.[7]
- Die Straßenbrücke Pont de Thoissey aus dem Jahr 1925 überspannt die Saône mit drei weißen, markanten Bögen.[8]
- An der Mündung der Chalaronne in die Saône gibt es einen Sportboothafen (frz.: halte fluviale), der vom Gemeindeverband verwaltet wird und an den ein Campingplatz angeschlossen ist. Zwischen dem Hafen und dem Ortskern von Thoissey verläuft eine ein Kilometer lange Straße, die mit Platanen aus dem Jahr 1808 gesäumt ist.
- Von einem Ursulinenkloster aus dem Jahr 1698 sind eine Kapelle und zwei Galerien des Kreuzgangs erhalten.[9]

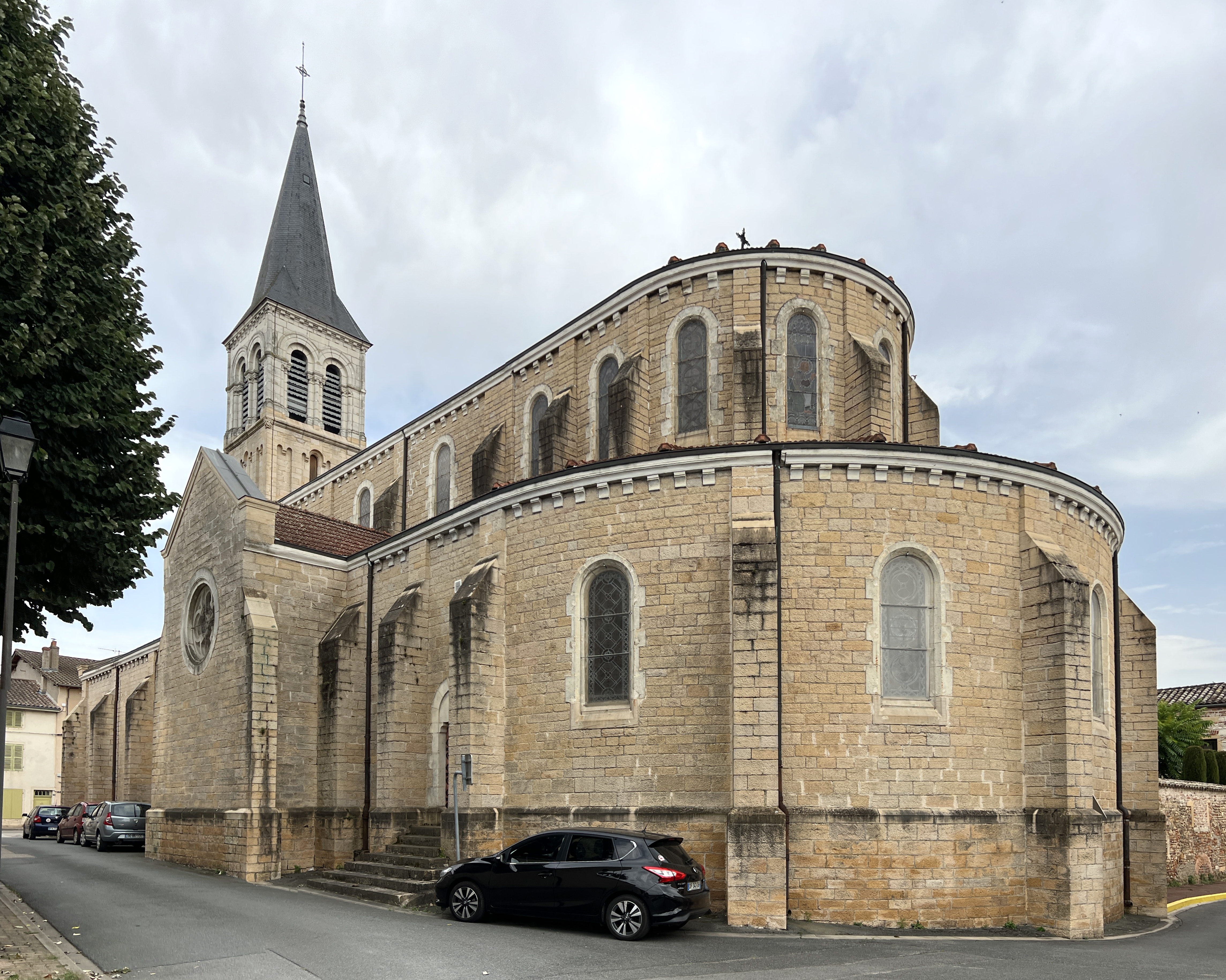
Kirche Sainte-Madeleine
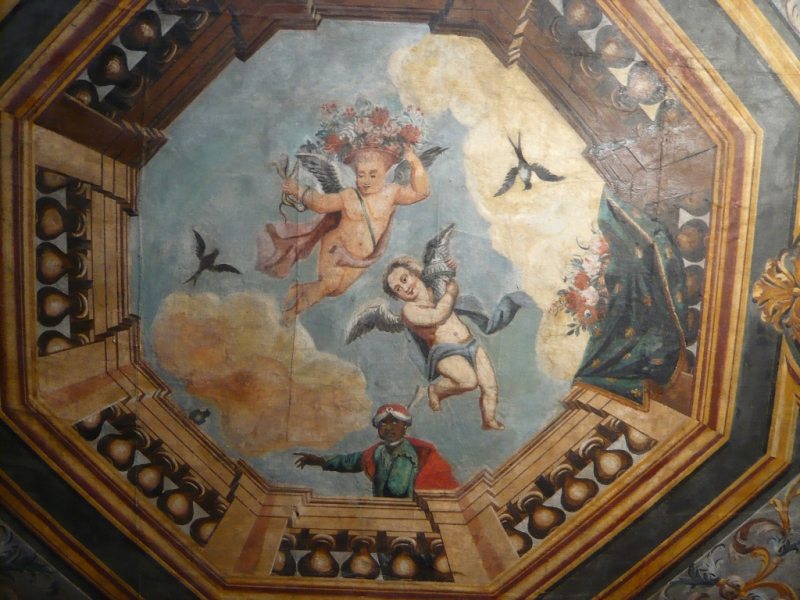
Deckengemälde der historischen Apotheke
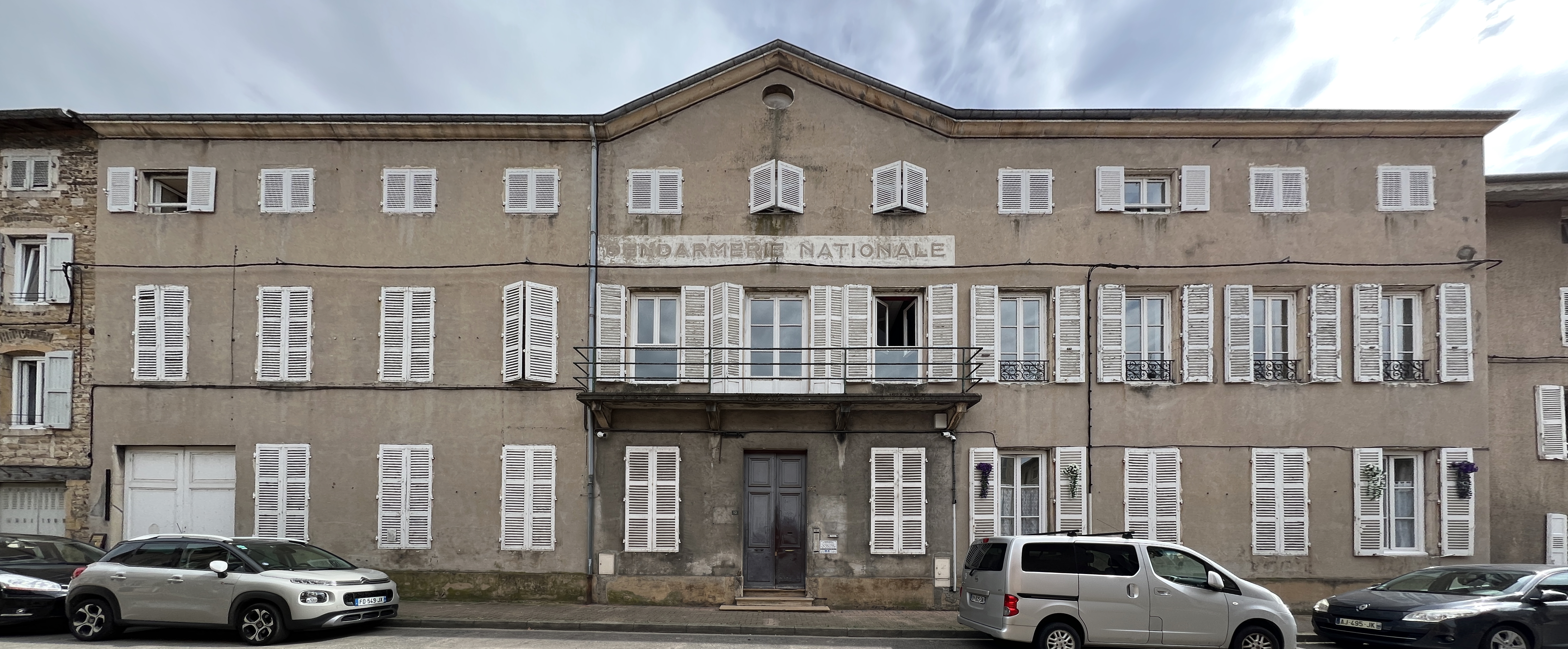
Ehemaliges Ursulinenkloster, heute Gendarmerie
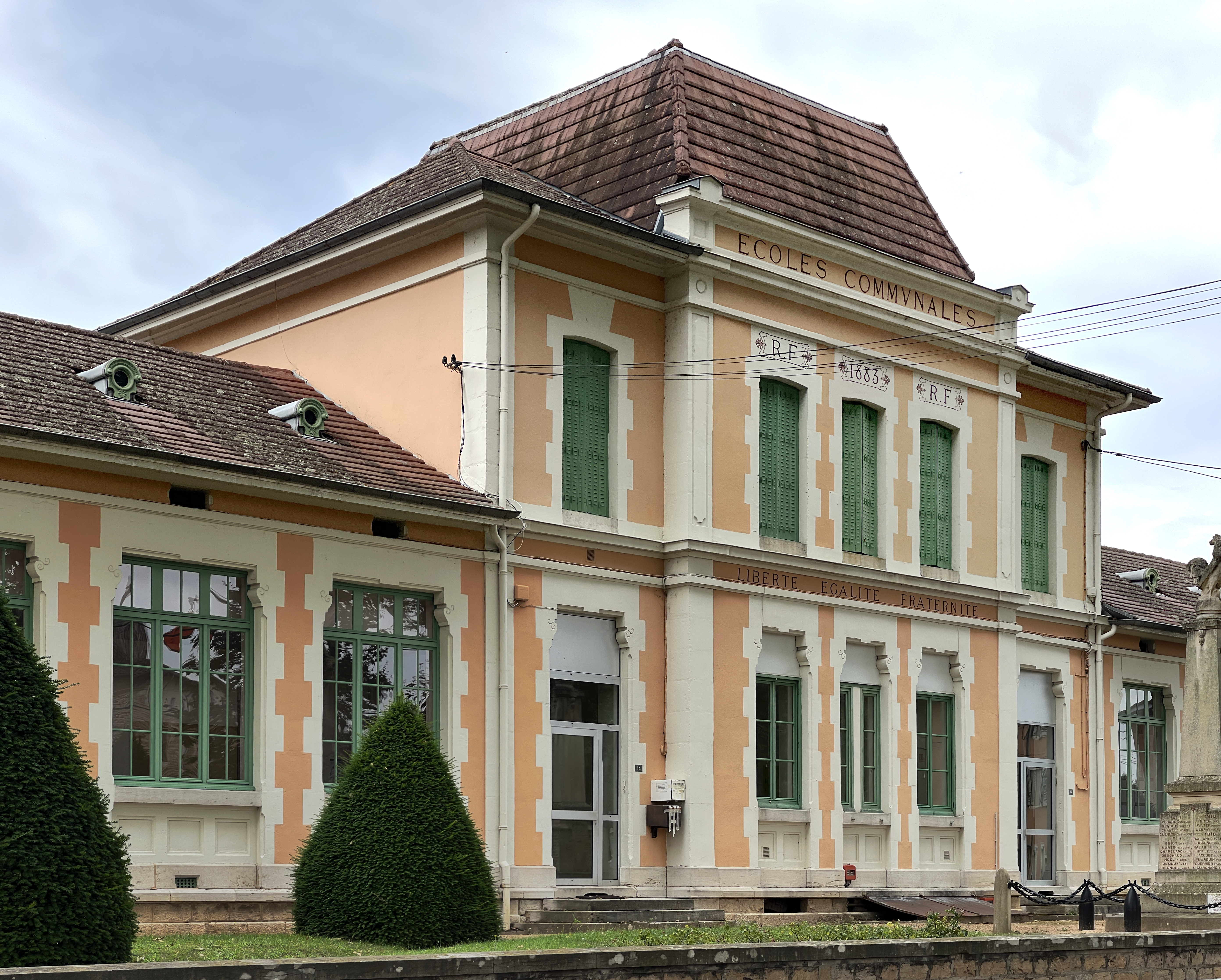
Grundschule
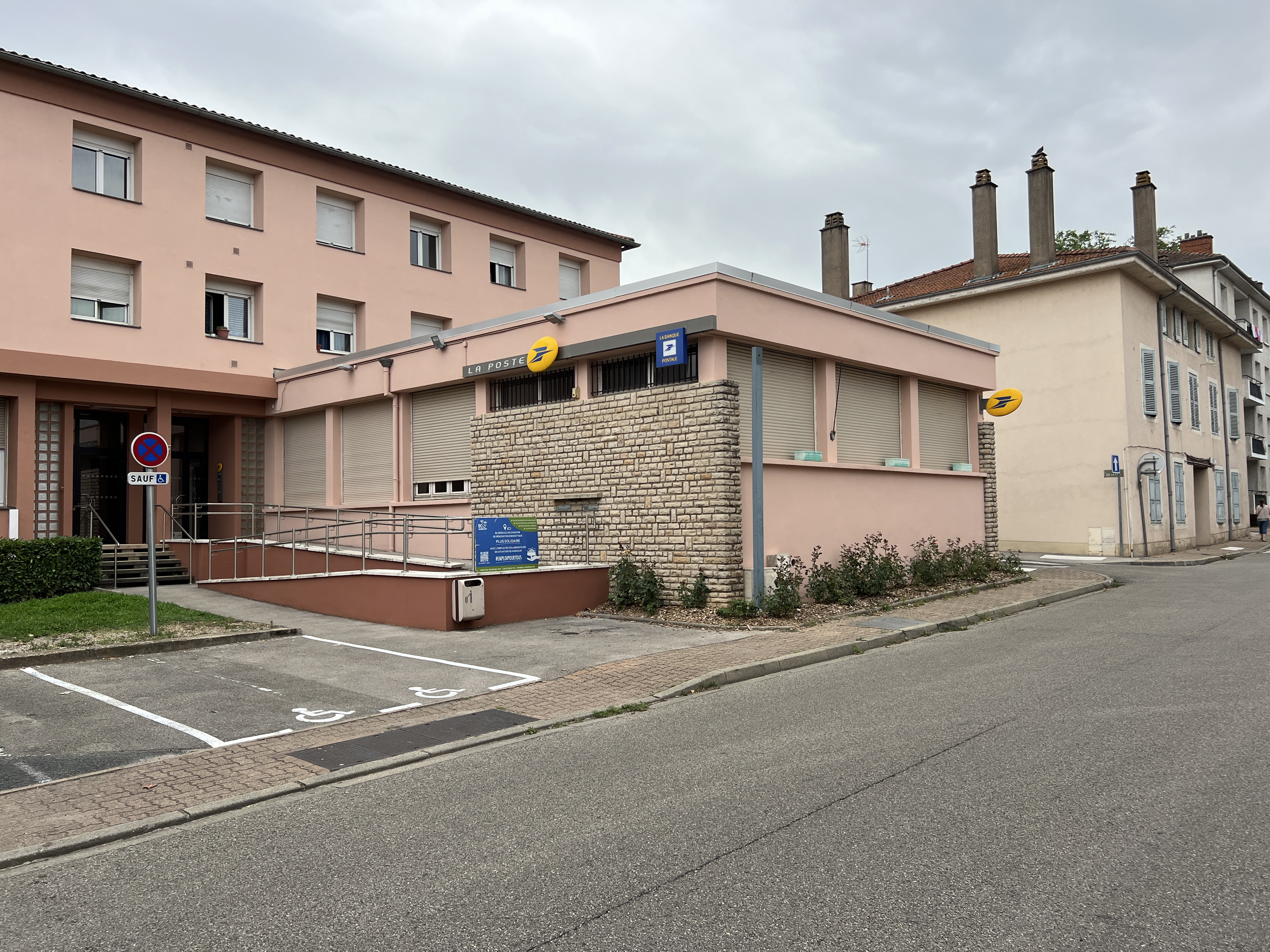
Postamt
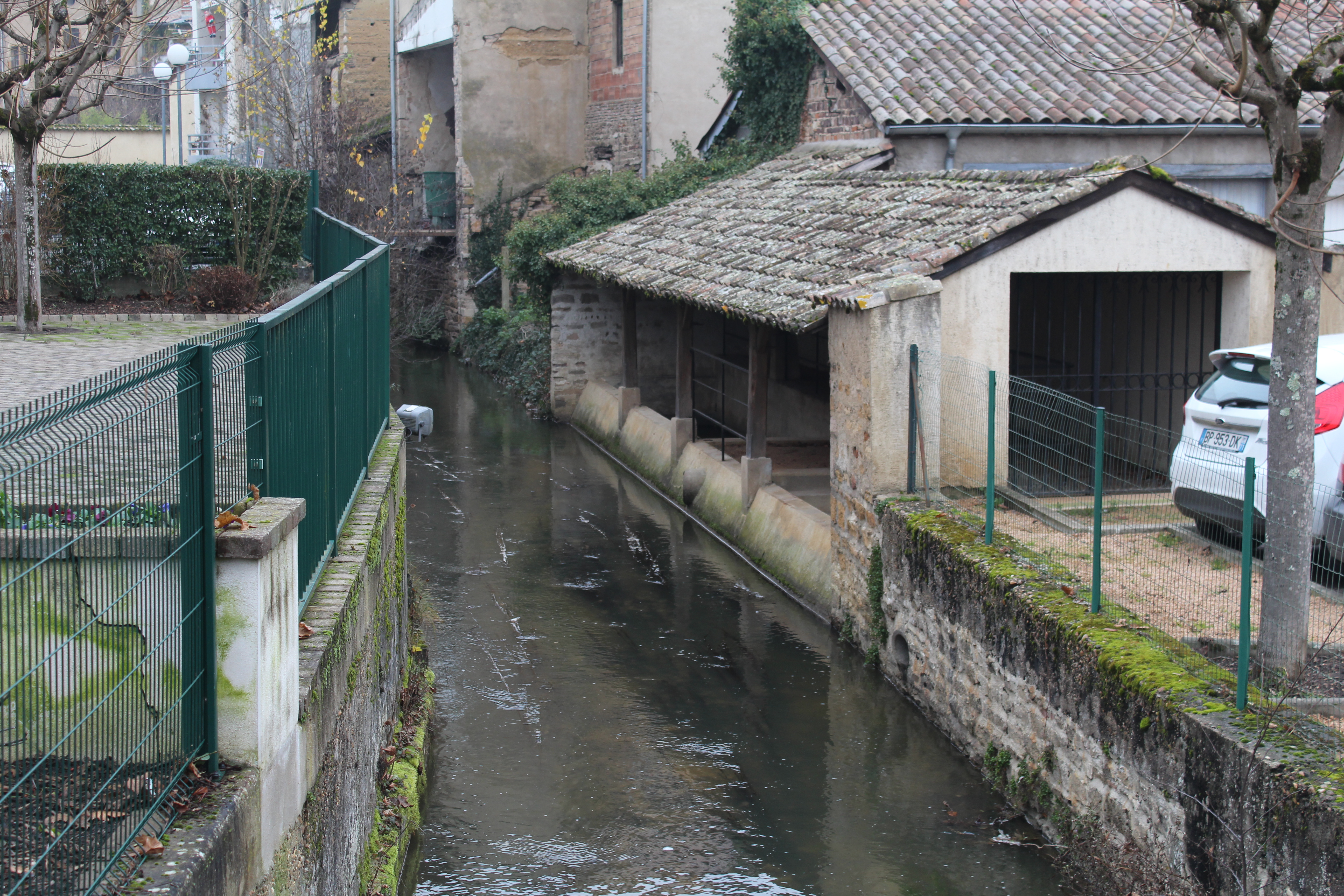
Ehemaliges öffentliches Waschhaus (lavoir)
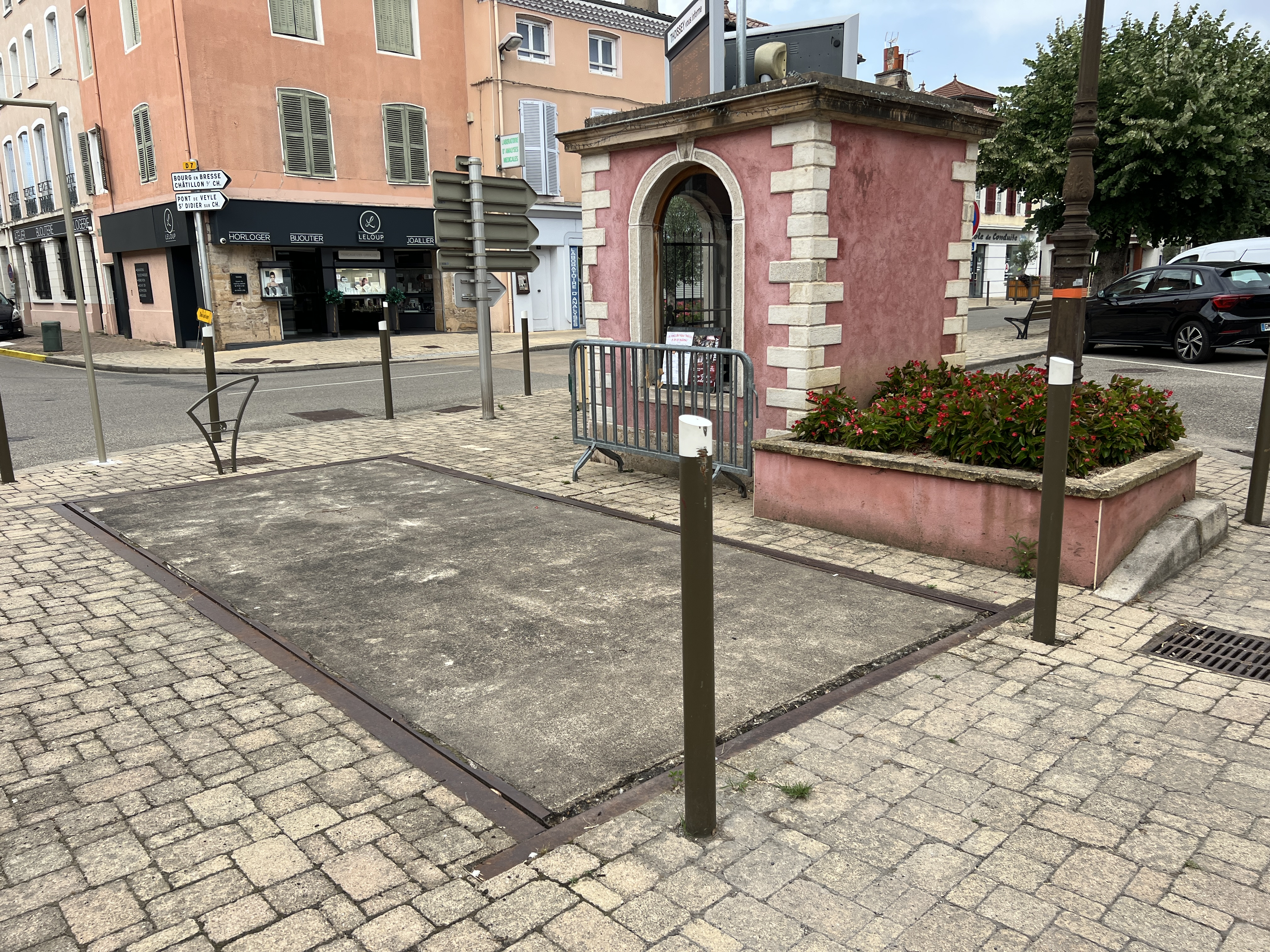
Ehemalige öffentliche Waage
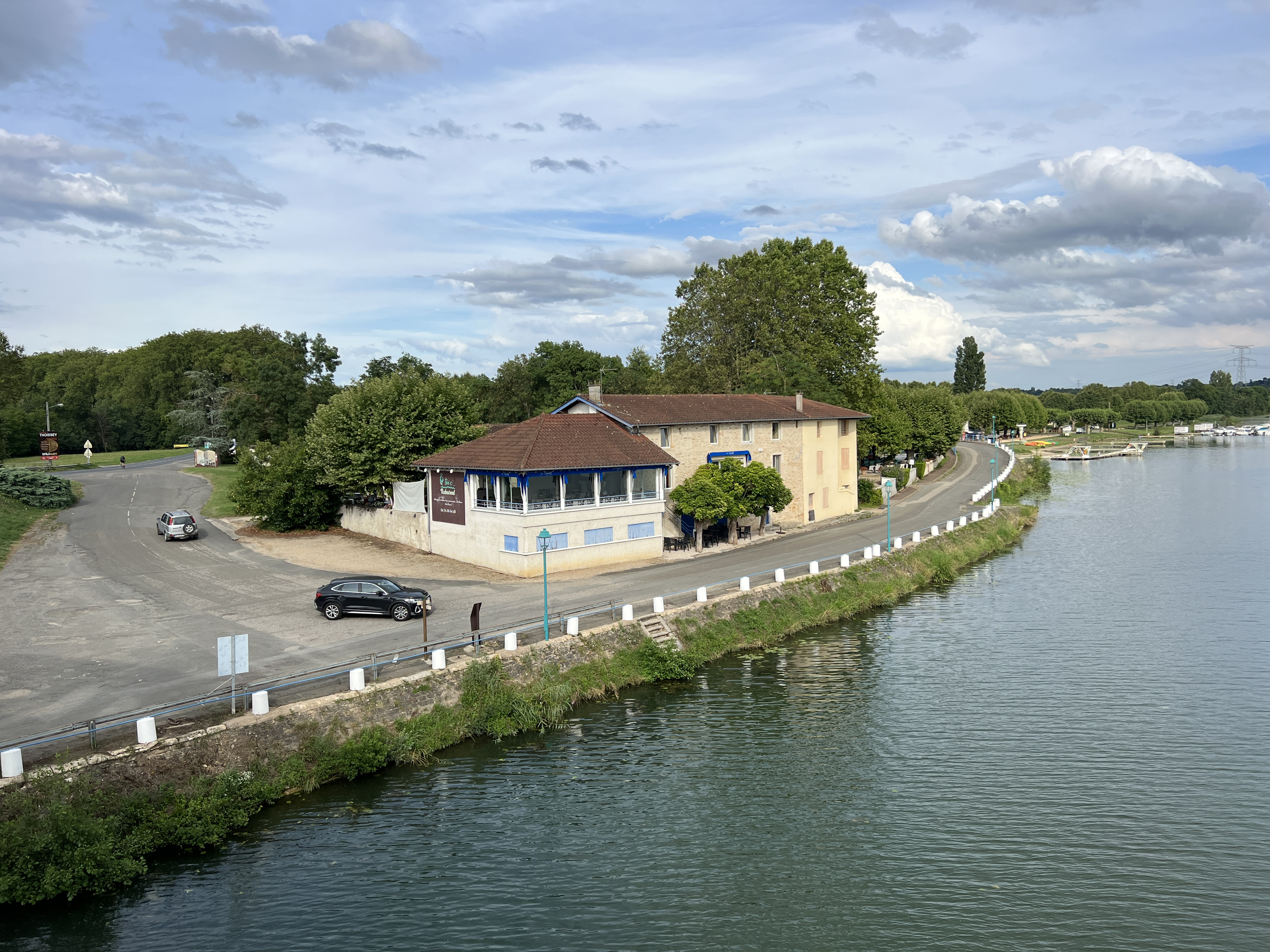
Restaurant Ô Toi C
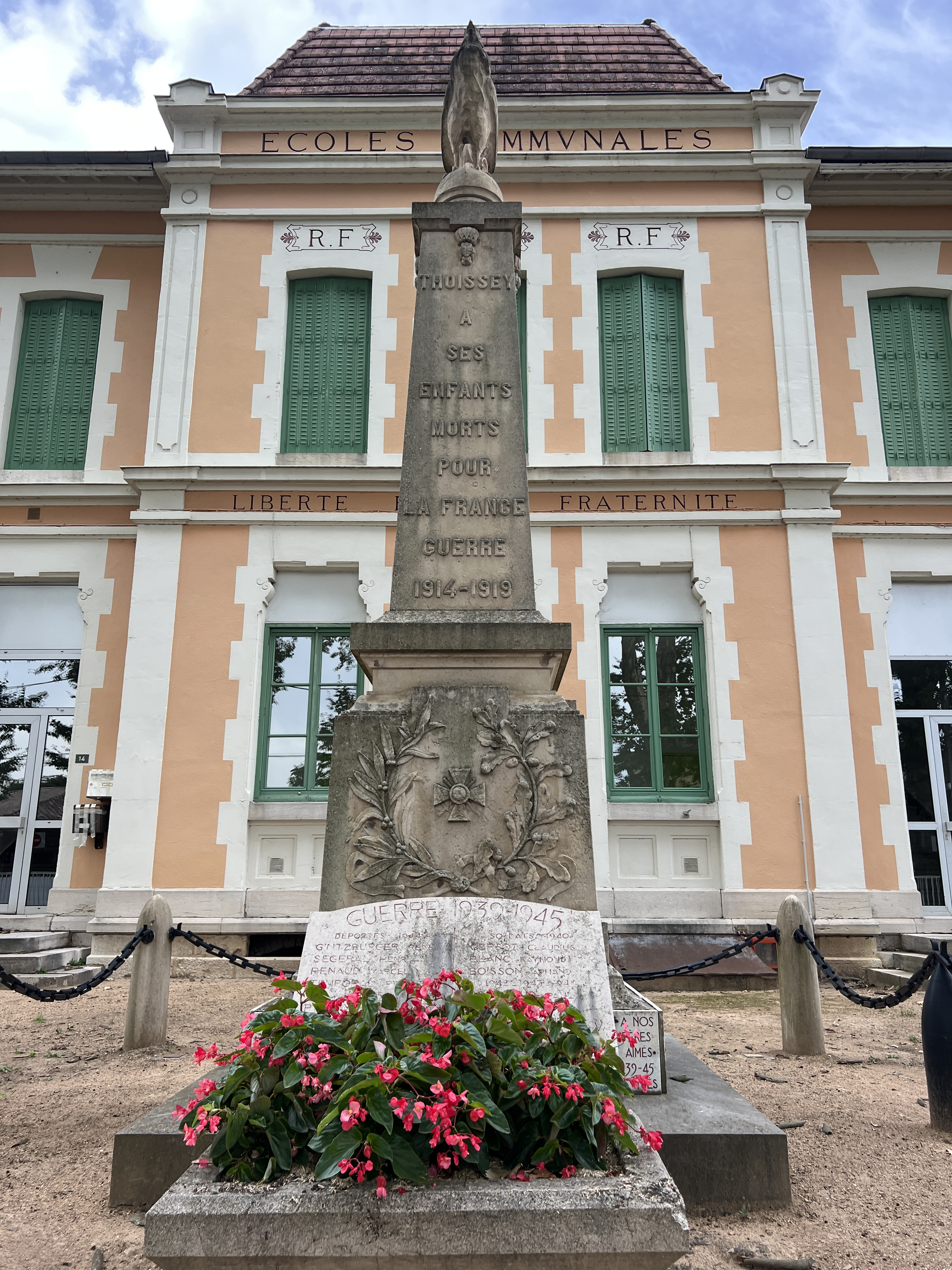
Gefallenendenkmal

## Wirtschaft und Infrastruktur
Thoissey übt als ursprüngliche Kastellanei und ehemaliger Kantonshauptort noch heute die Funktion eines Zentrums im ländlichen Raum aus. Einzelhandel und Restaurants in der Grande Rue und Umgebung machen einen Großteil der Unternehmen aus. Fast 70 % der Arbeitsplätze in Thoissey gehören zu den Bereichen Verwaltung, öffentliche Einrichtungen und Gesundheitswesen. Mittlerweile hat sich das Dorf auch zu einer Wohngemeinde entwickelt, deren Erwerbstätige als Wegpendler sich auf die Großräume Bourg-en-Bresse, Villefranche-sur-Saône und Mâcon aufteilen.
Die Ortschaft liegt abseits der größeren Durchgangsstraßen an einer Departementsstraße (D7), die die linksseitig der Saône entlanglaufende ehemalige Route nationale 433 in Saint-Didier-sur-Chalaronne mit Dracé auf der anderen Flussseite verbindet. Eine zweite Saône-Überquerung besteht im Norden mit der D7a nach Romanèche-Thorins. Die nächsten Autobahnanschlüsse an die Autoroute A6 und Autoroute A40 befindet sich südlich bzw. westlich von Mâcon. In etwa zehn Kilometer Entfernung gibt es in Romanèche-Thorins und Belleville jeweils einen Haltepunkt an der Bahnstrecke Paris–Marseille. Als Flughafen in der Region kommt Lyon-St-Exupéry (70 Kilometer) in Frage.

## Gemeindepartnerschaft
Seit 1965 unterhält Thoissey eine Gemeindepartnerschaft mit Obourg, heute ein Stadtteil von Mons in Belgien.

### Bildung
In Thoissey befinden sich eine Vorschule (école maternelle), eine staatliche Grundschule (école élémentaire) und eine Gesamtschule (collège).

## Persönlichkeiten

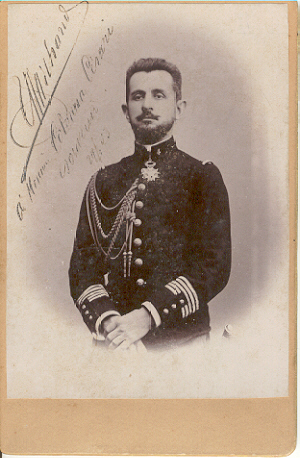
Jean-Baptiste Marchand

- Jean-Baptiste Marchand (1863–1934), französischer Offizier und Afrikaforscher, geboren und beigesetzt in Thoissey.